# Stainejaure
Stainejaure är en sjö i Sorsele kommun i Lappland och ingår i Umeälvens huvudavrinningsområde. Sjön har en area på 0,191 kvadratkilometer och ligger 671,4 meter över havet. Stainejaure ligger i Vindelfjällen Natura 2000-område. Sjön avvattnas av vattendraget Bulojukke.

## Delavrinningsområde
Stainejaure ingår i det delavrinningsområde (731698-148886) som SMHI kallar för Utloppet av Stainejaure. Medelhöjden är 695 meter över havet och ytan är 1,13 kvadratkilometer. Räknas de 2 avrinningsområdena uppströms in blir den ackumulerade arean 18,03 kvadratkilometer. Bulojukke som avvattnar avrinningsområdet har biflödesordning 3, vilket innebär att vattnet flödar genom totalt 3 vattendrag innan det når havet efter 409 kilometer. Avrinningsområdet består mestadels av skog (63 procent) och sankmarker (20 procent). Avrinningsområdet har 0,18 kvadratkilometer vattenytor vilket ger det en sjöprocent på 16,2 procent.